# Siyou Isabelle Ngnoubamdjum
Siyou Isabelle Ngnoubamdjum (* 11. September 1968 in Bafang, Kamerun) ist eine afrodeutsche Gospelsängerin und Chorleiterin.

## Werdegang
Siyou Isabelle Carola Ngnoubamdjum wurde in Bafang (Kamerun) als Tochter des kamerunischen evangelischen Pfarrers Martin Ngnoubamdjum, bekannt als „Bruder Martin“, und einer deutschen Entwicklungshelferin geboren. Die Familie wandte sich – als sie zwei Jahre alt war – nach Deutschland, und Siyou wuchs im süddeutschen Raum auf. Die Mutter schenkte ihr schon bald die erste Gitarre. Früh entdeckte sie ihre umfangreichen stimmlichen Möglichkeiten und erprobte diese sowohl in den Stilrichtungen Soul als auch Rock. 1987 wandte sie sich schwerpunktmäßig dem Gospel und dem Spiritual zu und bildete ihre Stimme weiter aus.
1993 gründete Ngnoubamdjum das siyou | gospel projekt, eine Gruppe, die sich der Darstellung von Musik aus der „Schwarzen Kirche“ widmet. Zahlreiche Konzerte, Radio- und Fernsehauftritte sowie CD-Produktionen folgten. 2004 wurde die siyou | gospel academy und der Gospelchor see you | singers gegründet. Mit ihren Gruppen unternahm Ngnoubamdjum Konzerttourneen in Deutschland, Frankreich und Kamerun, gestaltete Kirchentage mit und unterrichtet theoretisch wie praktisch die Kunst des Gospels. Mit ihrer Musik möchte die Sängerin nach eigener Aussage ihr Publikum auch auf gesellschaftliche Missstände hinweisen; gleichzeitig will sie die Geschichte der Schwarzen und deren christlichen Glauben ihren Zuhörerinnen und Zuhörern näherbringen.
Mit dem Bassgitarristen Hellmut Hattler gründete sie 2008 das Duo Siyou'n'Hell, das im Laufe der Jahre mehrere Alben herausbrachte. Der selbstironisch lesbare Bandname beruht indes nur auf den Vornamen der Akteure: Siyou und Hell(mut).

## Weitere Tätigkeit
Siyou Isabelle Ngnoubamdjum betätigt sich als Moderatorin auf verschiedenen Afrikafestivals Süddeutschlands (Pforzheim, Stuttgart, Würzburg). Bei den Kommunalwahlen in Baden-Württemberg 2009 wurde sie von einem hinteren Listenplatz für Bündnis 90/Die Grünen in den Ulmer Gemeinderat gewählt. Ende 2011 legte sie aus beruflichen Gründen ihr Mandat nieder.

## Fernsehproduktionen
- ZDF „Fernsehgarten“
- NDR „Aktuelle Schaubude“
- BR ein Porträt mit Siyou Isabelle Ngnoubamdjum im Benediktinerkloster Oberelchingen in der Reportagenreihen „Gernstl unterwegs“
- 2005 der Kinofilm Gernstls Reisen: Auf der Suche nach dem Glück, mit Regisseur Franz Xaver Gernstl
- SWR „Landesschau-Herzenssache“
- ZDF „Zwanzig Jahre Karlheinz Böhm“

## Diskographie
- 1995: „Otiaa“ (Proxima Production PXP6710042)
- 1998: „Negonze“ (Proxima Production PXP6710052)
- 2005: „Gospel live“ (sipua productions)
- 2010: „Siyou’n’Hell: Siyou meets Hellmut Hattler“ (mit Hellmut Hattler)
- 2012: „Siyou’n’Hell: two2one“
- 2015: „Siyou’n’Hell: Soulscape Screenshots“
- 2018: „Signs of love“ (36music LC 09437)